# Xenorhina brachyrhyncha
Espèce
Xenorhina brachyrhyncha est une espèce d'amphibiens de la famille des Microhylidae.

## Répartition
Cette espèce est endémique de la province de Sandaun en Papouasie-Nouvelle-Guinée. Elle se rencontre à environ 1 400 m d'altitude dans les Star mountains.

## Étymologie
Le nom spécifique brachyrhyncha vient du grec brachys, court, et de rhynchos, le museau, en référence à l'aspect de cette espèce.

## Publication originale
- Kraus, 2011 : New frogs (Anura: Microhylidae) from the mountains of western Papua New Guinea. Records of the Australian Museum, vol. 63, p. 53-60 (texte intégral).